# جورج فيليبس
جورج فيليبس (بالإنجليزية: George Phillips)‏ هو عسكري أمريكي، ولد في 14 يوليو 1926 في مقاطعة بيتز في الولايات المتحدة، وتوفي في 14 مارس 1945 في آيوو جيما في اليابان.